# Oliviero Toscani
Oliviero Toscani (Milano, 28 febbraio 1942 – Cecina, 13 gennaio 2025) è stato un fotografo italiano.

## Biografia

### Origini
Nasce dai lombardi Fedele e Dolores Cantoni. Il padre, Fedele Toscani è uno dei fotoreporter storici del Corriere della Sera. Sua sorella, Marirosa Toscani sarà insieme al futuro marito, Aldo Ballo, parte dello studio Ballo&Ballo, uno dei più importanti studi fotografici di architettura, interni e design.

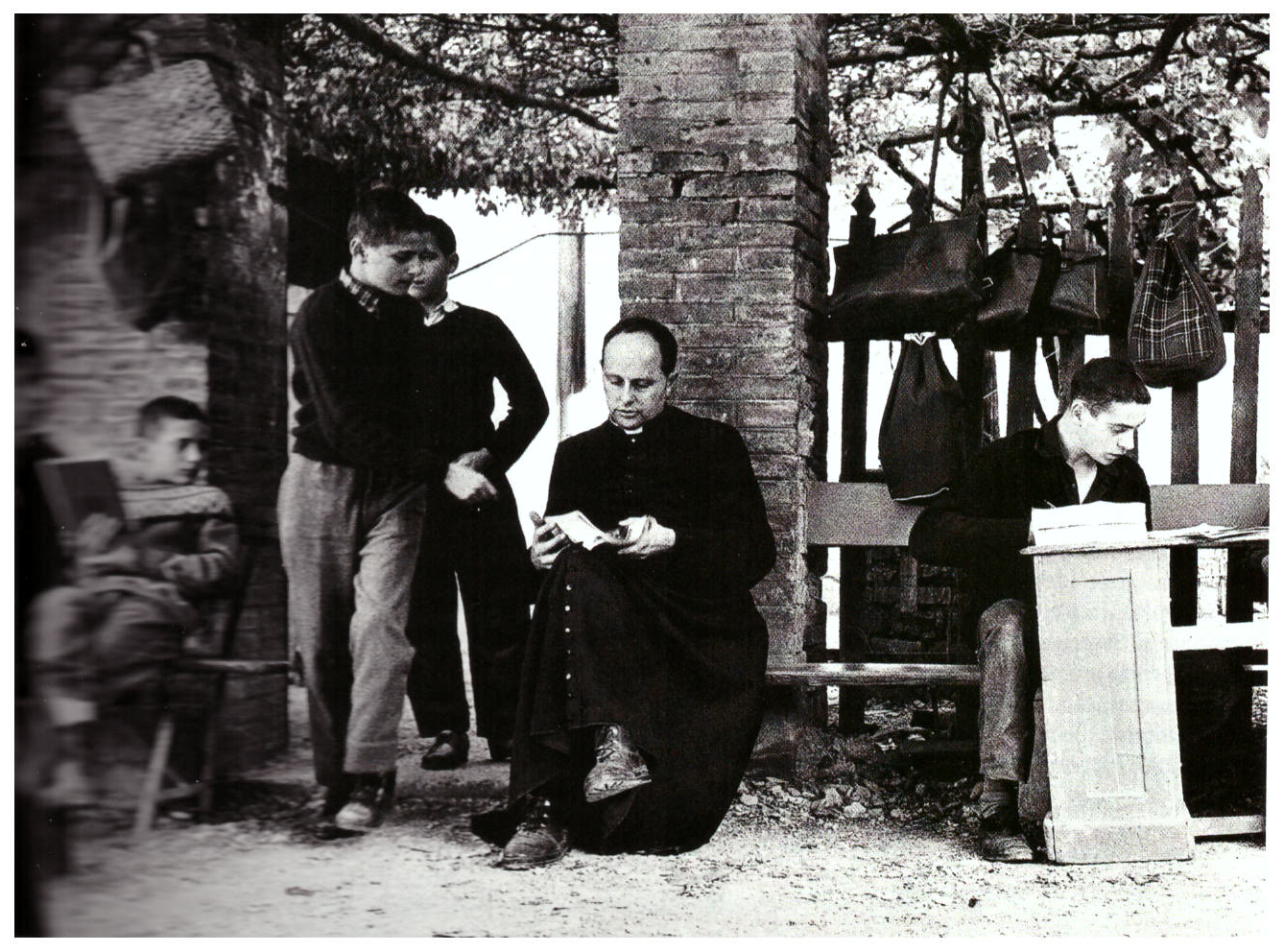
Fotografia di don Lorenzo Milani a Barbiana (Vicchio), pubblicata da L'Espresso nel 1959 (autore: Oliviero Toscani)

### Carriera
Pubblica la sua prima foto sul Corriere a 14 anni. Come lui stesso racconta nel libro Caro Avedon, accompagna suo padre a Predappio per la tumulazione di Mussolini. Mentre Fedele Toscani fotografa la cerimonia nel suo intero, lui si sofferma sul volto dolente di Rachele Mussolini e il ritratto finisce sul Corriere. Dopo gli studi al liceo Vittorio Veneto di Milano, nel 1965 si diploma in fotografia alla Kunstgewerbeschule di Zurigo, dove è allievo di Serge Stauffer, specialista di Marcel Duchamp e dell'artista Karl Schmid.
Inizia quasi subito a lavorare nella pubblicità, la sua prima campagna è per il cornetto Algida. Presenta una proposta con una prova scattata alla buona, tre ragazze che vanno su un tandem gustando il gelato. La proposta piace moltissimo, ottiene la commissione e il giovane Toscani pretende per lo scatto definitivo modelle da Parigi, stylist e truccatori di alto livello.
Nel 1972 Oliviero Toscani partecipa nelle vesti di testimonial ai caroselli pubblicitari dell'azienda di abiti da uomo Facis. Assieme a Toscani appaiono il cognato Aldo Ballo, Sergio Libis e Alfa Castaldi.
Nel 1973 firma le pubblicità dei jeans a marchio italiano Jesus assieme ai copywriter Emanuele Pirella e Michael Goettsche dell’agenzia Italia. Una di queste (che mostra le natiche semicoperte della modella Donna Jordan con lo slogan: «Chi mi ama, mi segua») diventerà una delle sue campagne provocatorie più iconiche, censurata da parte di magistratura, politica, cultura e Chiesa.
Sul Corriere della Sera, Pier Paolo Pasolini tempo dopo lo difenderà.
Inizia presto a lavorare per riviste come Elle, Vogue, GQ, Harper's Bazaar, Esquire, Stern, l'Uomo Vogue e Donna, e a realizzare foto per le campagne di alcuni tra i più importanti marchi di moda come Valentino, Chanel, Fiorucci, Esprit e Prénatal. Nel 1979 in occasione del festival "Venezia 79 la fotografia" tiene un corso sulla fotografia di moda con la partecipazione di Franca Sozzani, all'epoca vicedirettrice della rivista Lei, Edizioni Condé Nast.
È difficile separare il lavoro redazionale di moda di Toscani da quello pubblicitario. La grande novità del suo approccio alla fotografia pubblicitaria, infatti, consiste nell'attingere a piene mani alle problematiche sociali del momento e inserirle nelle pagine patinate della pubblicità. Questo suo nuovo approccio trova il coronamento nel rapporto, iniziato nel 1982, con l'azienda Benetton. Toscani cura lo scatto e il concept delle campagne pubblicitarie: temi come l'uguaglianza, la mafia, la lotta all'omofobia, il contrasto al diffondersi dell'AIDS, la ricerca della pace, l'abolizione della pena di morte vengono per la prima volta proposti sui cartelloni stradali e sulle pagine pubblicitarie. Se una volta nella fotografia di moda tradizionale la vita di ogni giorno era un pretesto per parlare di un marchio di moda, adesso il marchio di moda diventa il pretesto per promuovere campagne di sensibilizzazione sociale.
Nel 1991, sotto l'egida di Benetton, lancia la rivista Colors, e nel 1994 Fabrica, centro internazionale per le arti e la ricerca della comunicazione moderna, la cui sede è stata progettata dall'architetto giapponese Tadao Andō. Fabrica ha prodotto progetti editoriali, libri, mostre ed esposizioni. Dal 1999 al 2000 è direttore creativo del mensile Talk Miramax a New York diretto da Tina Brown. Nel 2000 interrompe la collaborazione con il gruppo Benetton in seguito a una controversa campagna che utilizza foto reali di condannati a morte negli Stati Uniti e che provoca azioni di ritorsione verso la casa di moda. Negli anni 2000 si occupa delle campagne del marchio RaRe, che hanno come concept il tema dell'omofobia, e dell'azienda Nolita Pocket. Queste campagne vanno spesso incontro a conflitti con l'Istituto dell'autodisciplina pubblicitaria.
Nel 2004 crea il centro di ricerca della comunicazione moderna La Sterpaia. Il centro, situato all'interno della riserva naturale del Parco di San Rossore (Pisa), è un laboratorio dove, seguendo la metodologia del workshop, gli allievi vengono orientati dai tutor esperti della materia. I corsi, della durata di 3 o 6 mesi, sono aperti a un numero molto limitato di fotografi, grafici, scrittori e registi. Nello stesso anno coordina la pubblicazione di 30 ans de Libération, volume che ripercorre gli ultimi trent'anni di storia sulla base degli articoli del quotidiano francese Libération.
Ancora nel 2004 cura la campagna sulla sicurezza stradale "Non uccidere" in collaborazione con la Polizia di Stato e Genertel.
Nel settembre 2006 assume la direzione artistica di Music Box, canale interattivo della piattaforma Sky. I videoclip musicali (scelti dal pubblico da casa tramite e-mail o SMS) vengono "disturbati" da "pillole virali" create dal gruppo di creativi de La Sterpaia con la supervisione di Toscani. Sulla stessa emittente Toscani conduce il talk show Camera Oscura.
Nel 2007 realizza per il marchio Nolita una campagna choc contro l'anoressia nervosa fotografando la modella e attrice francese Isabelle Caro, malata di anoressia, del peso 31 chili per 1,64 m di altezza. A causa della crudezza delle immagini la campagna divide il pubblico e i critici, fra chi la ritiene formativa per i giovani e chi un episodio di sciacallaggio pubblicitario. La modella è morta il 17 novembre 2010.
Sempre nel 2007 l'agenzia Saatchi & Saatchi premia Oliviero Toscani come Creative Hero, durante la serata dei Clio Awards a Miami. Il 2007 è anche l'anno in cui Toscani inaugura il progetto "Razza Umana", una ricognizione fotografica sulle diverse morfologie e condizioni umane, per censire tutte le espressioni e le caratteristiche somatiche, sociali e culturali del genere umano, iniziando da più di 100 comuni italiani, lo Stato di Israele, la Palestina e il Guatemala.
In occasione della celebrazione dei 30 anni del Servizio sanitario nazionale, Oliviero Toscani firma, per il Ministero della Salute, la campagna di comunicazione "Pane, Amore e Sanità". Collabora con lo stesso Ministero, nel 2008, per la campagna "Tu di che razza sei, umana o disumana?" lanciata per contrastare la prima causa del randagismo, ovvero l’abbandono dei cani.
Nel 2008, durante la 61ª edizione del Festival del cinema di Locarno viene presentato il film Anorexia, storia di un'immagine del regista argentino Leandro Manuel Emede, documentario che narra la storia della fotografia No Anorexia realizzata da Toscani (vedi sopra): il documentario narra non solo la concezione della foto, ma illustra in modo travolgente tutto ciò che successe dopo la sua uscita, mixando in retroscena non solo rassegne stampa ma anche interviste a critici e giornalisti.

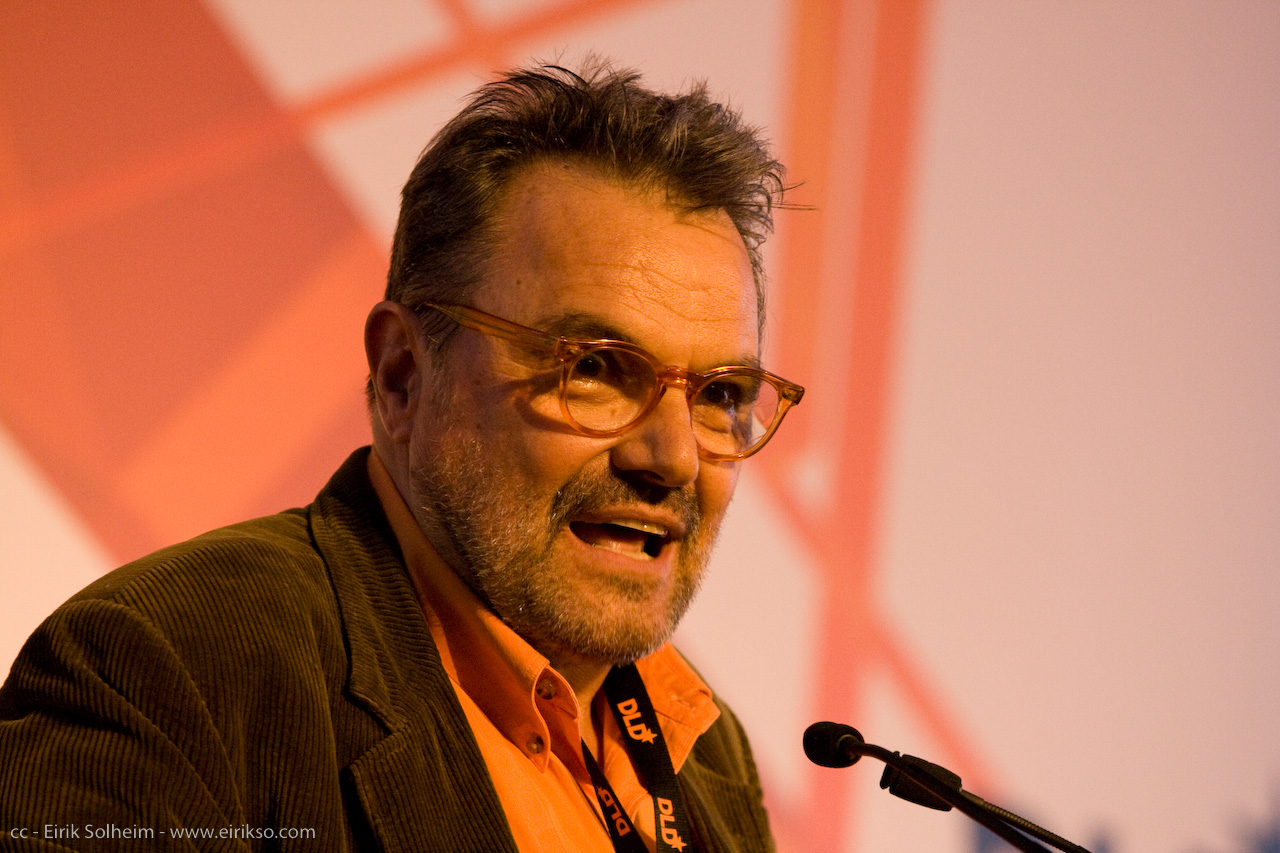
Oliviero Toscani nel 2008

Nel 2010 l'accademia di belle arti di Firenze lo ha nominato Accademico di onore. Nel 2016 partecipa come giudice a Master of photography, talent show riservato ai fotografi amatoriali e professionisti. Nel 2017 l'accademia di belle arti di Brescia conferisce a Toscani la laurea ad honorem. Nel 2019 vince il premio alla carriera dell'Art director's club tedesco.
Nel 2011 cura la mostra "funcooldesign", retrospettiva dello studio JoeVelluto (JVLT).
Nel 2014 ha denunciato il partito Fratelli d'Italia per aver utilizzato senza autorizzazione una sua foto nell'ambito di una campagna del partito contro le adozioni gay. Nell'ottobre di quell'anno lancia un nuovo progetto radiofonico insieme con Nicolas Ballario: Non Sono Obiettivo; in onda ogni venerdì su Rai Radio 1, chiunque può partecipare alla trasmissione inviando il proprio contributo.
Dal 2018 al 2020 Toscani lavora nuovamente per Benetton, curando le campagne fotografiche dell'azienda e tornando a ricoprire il ruolo di direttore artistico di Fabrica, lanciando in questo contesto il progetto Fabrica Circus, che prevede la creazione di una fucina di artisti rinascimentali dove la creazione non ha limiti o etichette. In questa stagione, Toscani rilancia con Benetton alcuni dei temi cari al suo operato, come quello dell'integrazione, attraverso una campagna fotografata all'interno di una scuola del quartiere Giambellino di Milano, raffigurante 28 bambini di tredici nazionalità diverse. Toscani terminerà il suo rapporto con l'azienda nel luglio del 2020, venendone licenziato in seguito alle sue dichiarazioni sul crollo del Ponte Morandi.
Nel settembre del 2022, invitato da Pietro Mereu, si reca in Sardegna per fotografare i centenari dell'Ogliastra.

### Impegno politico
Toscani nel 1971 insieme al padre ha sottoscritto la lettera aperta a L'Espresso contro il commissario Luigi Calabresi. Nel maggio 2022 ha dichiarato di non rinnegare quell'appello. Avvicinatosi alle posizioni dei Radicali, è presidente d'onore di Nessuno tocchi Caino, associazione per la moratoria universale della pena di morte federata al Partito Radicale Transnazionale. È stato candidato per la Camera dei deputati nelle file Radicali nel 1996 per la Lista Marco Pannella e nuovamente nel 2006 per la Rosa nel Pugno. Dal 2007 al 2009 ha curato una trasmissione sull'emittente Radio Radicale dal titolo Paura genera censura, insieme con uno dei suoi più stretti collaboratori, l'addetto culturale del collettivo La Sterpaia e dirigente radicale Nicolas Ballario. Ha sostenuto la candidatura dell'ex terrorista Sergio D'Elia alle elezioni europee del 2009.
Dal 2008 è stato assessore alla creatività del comune di Salemi, in Sicilia, con Vittorio Sgarbi sindaco, sostenuto dall'Unione di Centro. A Salemi propone la vendita delle vecchie abitazioni del paese alla cifra simbolica di 1 euro in modo da ottenere un rapido restauro e l'attenzione della stampa. Uno tra i primi a rispondere all'appello è stato l'imprenditore Massimo Moratti. Nel 2010 Toscani si dimette dalla carica di assessore per un forte "contrasto" con il sindaco Sgarbi e l'ex deputato siciliano Giuseppe Giammarinaro. Nel 2013 torna a Radio Radicale con la trasmissione Fatto in Italia sempre in coppia con Nicolas Ballario. Nel 2021 ha contestato e denigrato la presa di posizione del leader della Lega, Matteo Salvini, contro lo Ius soli proposto da Enrico Letta. Nel 2023 durante un'intervista rilasciata ha criticato duramente l'operato del Governo Meloni. Nello stesso anno si dichiara "felice che Berlusconi non ci sia più".

### Morte
Nel giugno del 2023 gli fu diagnosticata l'amiloidosi, notizia resa pubblica nell'agosto 2024. Il fotografo dichiarò di aver perso motivazione e voglia di vivere a causa di tutti i limiti imposti dalla malattia, non escludendo di ricorrere al suicidio assistito.
Toscani morì il 13 gennaio 2025 all'ospedale di Cecina, in provincia di Livorno, dove si trovava ricoverato da alcuni giorni in seguito ad un peggioramento delle condizioni di salute. I funerali del fotografo si svolsero in forma privata il giorno seguente; Toscani venne poi cremato nel cimitero comunale dei Lupi di Livorno.

## Procedimenti giudiziari
- Nel 2000 viene accusato dallo Stato del Missouri di frode per aver ritratto con l'inganno alcuni condannati a morte. Secondo l'accusa, chiedendo il permesso di scattare le fotografie dei condannati alla sedia elettrica, l'artista non avrebbe specificato ai responsabili lo scopo commerciale per cui voleva ritrarre i condannati. Toscani si è giustificato negando si sia trattato di vera pubblicità, proclamando il suo pensiero contro la pena di morte.[53] La famiglia Benetton per evitare il boicottaggio di negozi e prodotti si è scusata con i parenti dei condannati, finendo per entrare in conflitto con Toscani. In seguito a questi avvenimenti la collaborazione fra Toscani e la Benetton si è interrotta e l'azienda è stata costretta a chiudere 400 punti vendita. L'azione legale da parte dello Stato del Missouri si è chiusa con una donazione a favore del Fondo per le vittime del crimine di 50 000 dollari.
- Nel febbraio 2015 è stato iscritto nel registro degli indagati dalla Procura di Verona per diffamazione contro i veneti, da lui definiti "un popolo di ubriaconi atavici", in seguito alla denuncia depositata dall'avvocato Andrea Bacciga.[54] La Cassazione tuttavia lo ha assolto nel 2016.[55]
- Nel 2019 è stato condannato dal Tribunale di Milano a 4 000 euro di multa per vilipendio della religione a causa di affermazioni durante la trasmissione radiofonica La Zanzara come "la Chiesa sembra un club sadomaso" e "fanno santo Wojtyla che era contro il preservativo in Africa, un assassino".[56][57] Il 2 novembre 2021 la Corte di appello di Milano lo ha assolto, ribaltando la sentenza di primo grado.[58]
- Nel 2019 è stato anche condannato in secondo grado dalla Corte d'Appello di Milano a 8 000 euro di multa per aver diffamato Matteo Salvini con frasi, secondo la sentenza, "gratuitamente offensive", "mero turpiloquio", parole di "odio" contro l'ex ministro e non satira né critica politica ma "un attacco alla persona, un insulto che offende moralmente".[59]
- L'11 febbraio 2021 è stato condannato dal tribunale civile di Roma a risarcire 15 000 euro a Maurizio Gasparri, per averlo definito tra l'altro "persona affetta da ritardo mentale" e "che quando si guarda in faccia la mattina vomita".[60]
- Il 15 febbraio 2021 la Corte di cassazione ha confermato la condanna per diffamazione per alcune sue offese proferite nel 2014 nei confronti di Matteo Salvini.[61]
- Nell'ottobre 2017 Toscani è stato querelato per alcune dichiarazioni contro i votanti del referendum veneto sull'autonomia da due consiglieri regionali sostenitori della consultazione popolare.[62][63]
- Nel 2022 è stato condannato dal tribunale di Vibo Valentia a 8 mesi di reclusione per diffamazione aggravata, in seguito alla querela di un ragazzo diciottenne al quale Toscani aveva rifiutato di farsi scattare una foto insieme poiché, in quanto calabrese, sarebbe potuto essere un "potenziale mafioso".[64]

## Critiche e controversie
- Toscani è stato più volte criticato per i metodi pubblicitari di shockvertising, ed è stato citato in giudizio più di una volta. Negli anni novanta, la Corte Federale di Francoforte ha sentenziato che la sua rappresentazione fotografica delle disgrazie e delle svariate forme di miseria presenti al mondo è mirata a destare nel pubblico un sentimento di solidarietà nei confronti dell'impresa committente, la Benetton. Secondo il tribunale tedesco, chi fa pubblicità in questo modo sfrutta a scopi di notorietà i sentimenti di sgomento o costernazione provocati nell'osservatore.[65]
- Nel 2013 Toscani ha dichiarato: "Le donne devono essere più sobrie, dare importanza all'essere più che al sembrare, solo così si possono evitare altri casi di femminicidio".[66] Il fotografo ha aggiunto che « [...] le donne non si devono truccare, mettersi il rossetto, devono volersi bene per quello che sono». Toscani si è dichiarato d'accordo con la presidente della Camera dei deputati, Laura Boldrini, che ha chiesto lo stop all'uso del corpo femminile nella pubblicità, «anche se il problema della violenza sulle donne non dipende solo dalla mercificazione del corpo femminile negli spot pubblicitari, ma da tutta la comunicazione e della televisione in genere". Le donne in rete hanno reagito duramente, proponendo una campagna per non acquistare più prodotti pubblicizzati da Toscani.[67]
- Nel gennaio 2018 la sua figlia maggiore, Olivia, ha dichiarato nei suoi confronti: "Sin dalla separazione dei miei genitori l'ho sempre sentito imprecare contro di noi, bestemmiando, fino ad arrivare al limite inaudito di imprecare contro la nostra vita stessa (noi ancora bambine, ahimè). Il nostro riavvicinamento non sarà mai possibile senza un profondo e sentito atto di amore e conversione. Oggi Oliviero è un estraneo con un grosso debito umano e morale".[68]
- Nel giugno 2018, il noto fotografo napoletano Francesco Cito rilasciò una intervista nella quale sollevava un problema di etica morale nei confronti delle campagne pubblicitarie di Benetton e di Toscani, in quanto complice nella comunicazione, facendo varie osservazioni. La foto del morto ammazzato di mafia di Franco Zecchin in bianconero, quale fatto di cronaca, comprata da Benetton, manipolata da Toscani per evidenziare il colore rosso del sangue, utilizzata per vendere i prodotti dell'azienda Benetton e non per sensibilizzare l'opinione pubblica sui delitti di mafia. La foto del barcone coi migranti di Kenny Karpov anch'essa usata per vendere magliette e non per usare quei soldi delle vendita per creare centri di accoglienza. Non solo ma ci sono anche problemi di privacy perché a nessuno venne chiesto se fossero d'accordo che la loro immagine finissero nelle magliette. Tralasciando molte altre dichiarazioni di Cito, resta inoltre, la questione fondamentale che Toscani non disse mai che quelle immagini non fossero sue, anzi nei grandi manifesti che comparvero in tutte le città italiane i nomi dei fotografi non vennero mai citati per cui fu normale pensare che l'autore fosse Toscani[69].
- Nel dicembre 2018, durante un'intervista, rivolse termini insultanti a Giorgia Meloni definendola brutta, volgare e ritardata. La dirigente di Fratelli d'Italia, che rispose a tali insulti, ebbe sostegno da diverse persone anche di altri ambiti politici come Alessia Morani del Partito Democratico, poi Toscani per questo suo atteggiamento è stato accusato di misoginia.[70][71]
- Nel 2020 è stato criticato per la sua affermazione "a chi interessa se cade un ponte" in relazione al crollo del ponte Morandi, ricevendo attacchi da vari esponenti politici e dai parenti delle vittime. Toscani successivamente si è scusato.[72]

## Vita privata
Oliviero Toscani viveva dagli anni '70 a Casale Marittimo, in provincia di Pisa, in una tenuta dove allevava cavalli e produceva vino e olio.
Ha avuto tre mogli e sei figli; il legame con la compagna Kirsti Moseng, modella norvegese, durava dalla metà degli anni '70.

## Opere
- Vicenza, Franco Muzzio & C., Padova (1977)
- Ciao mamma, Mondadori, 1995
- La pub est une charogne qui nous sourit, Hoebeke, 1995
- Reklam bize siritan bir lestir, Hoebeke / Milliyet Yayinlari, Istanbul 1996
- Adiós a la publicidad, Omega 1996
- Facce Faces, Castelvecchi, 1997
- Casting Livorno. 2/a Biennale della moda, Mondadori Electa, 1998
- Cacas A coffee-table book, Leonardo,1998
- Die Werbung ist ein lächelndes Aas, Bollmann Vlg., Köln, 1998
- 1000 Extra/Ordinary Objects, Tashen, 2000
- Preghiera. Di un ragazzo, una ragazza, un bambino, Edizioni San Paolo, 2000
- Non sono obbiettivo, Feltrinelli, 2001
- I bambini ricordano. Sant'Anna di Stazzema 12 agosto 1944, Feltrinelli, 2003
- Gay pride history, Scali, 2005
- Homofobicus, Kaos, 2006
- Creativo sovversivo, Salerno Editore, 2008
- Firenze Santo Spirito, La Sterpaia, 2009
- Razza Umana, Fondazione Aria, 2012
- Moriremo eleganti. Conversazione con Luca Sommi, Aliberti, 2012
- Oliviero Toscani: More Than Fifty Years of Magnificent Failures, Carlton Books Ltd, 2015, 9781783130085
- Colors. A book about a magazine the rest of the world, Damiani Editore, 2015
- Dire fare baciare. La creatività è dall'altra parte del vento, Rizzoli, 2016
- Immaginare, Skira, 2018
- Lezioni di fotografia a cura di Oliviero Toscani, 40 volumi con testi e fotografie di Oliviero Toscani ed altri autori, RCS MediaGroup, 2018
- Duecento anni, sigaro toscano, Skira, 2018
- Ladro di felicità, Mondadori Electa, 2018
- La linguaccia alla Quarta mafia, Rione Candelaro, Foggia, 2019
- Caro Avedon. La fotografia in 25 lettere ai grandi maestri, Solferino editore, 2020

## Campagne fotografiche
- Vogue Italia
  - 1972: ottobre
  - 1973: settembre
  - 1998: gennaio
- Vogue UK
  - 1971: marzo
  - 1974: ottobre
  - 1975: gennaio, febbraio, marzo, aprile, maggio, dicembre
  - 1976: marzo
  - 1977: agosto
  - 1978: febbraio
  - 1982: gennaio
- Vogue Paris
  - 1982: maggio
  - 2003: settembre
- Vogue America
  - 1974: luglio
- Uomo Vogue
  - 1971: giugno
  - 1972: gennaio, aprile, giugno, ottobre
  - 1973: ottobre
  - 1976: giugno
  - 1985: agosto
  - 1999: dicembre
- Vogue Hommes
  - 1982: aprile
- Elle France
  - 1977: aprile, maggio
  - 1986: agosto
  - 1987: luglio
  - 1998: aprile
- HARPER'S Bazaar & QUEEN UK
  - 1980: marzo
- HARPER'S Bazaar Polonia 
  - 2015: ottobre
- Progresso Fotografico
  - 1983: gennaio

## Mostre
- 20 anni di Vogue Italia 1964-1984, Sagrato del Duomo, Milano, 1984[75]
- Arte forse, Biennale, Venezia 1993[76]
- Razza umana, Museo Vittoria Colonna, Pescara, 2012[77]
- Superstudio celebra 30 anni, Superstudio, Milano, 2013[78]
- Immaginare, Centro culturale, Chiasso, 2017[79]
- Mostra d'arte Oliviero Toscani, Copernico, Milano, 2017[80]
- Ladro di felicità, palazzo Ducale, Genova 2018[81]
- Non fate i bravi, palazzo Strozzi, Firenze 2018[82]
- Ricomincio da 90, Una notte dedicata a Lucchini, Triennale, Milano 2018[83]
- Aldo Coppola e Oliviero Toscani 1970 – 2019, Brian&Barry Building, Milano, 2019[84]
- Più di cinquanta anni di magnifici fallimenti, MAR - Museo d'Arte della città di Ravenna, 2019[85]
- Oliviero Toscani in mostra, Castello di Miradolo la Triennale, San Secondo di Pinerolo (TO) 2020[86]
- I Bambini ricordano, Polo Tecnologico “Libero Grassi”, Quarrata, 2020[87]
- Oliviero Toscani. Professione fotografo. Palazzo Reale Milano, 2022[88]